# Gyuris Tibor
Gyuris Tibor (Kemecse, 1974. május 4. –) magyar színész, író.

## Életpályája
Kemecsén született, 1974. május 4-én. A nyíregyházi Széchenyi István Közgazdasági Szakközépiskolában érettségizett. 1989-ben statisztaként indult pályája, majd Verebes István igazgatása alatt a nyíregyházi Móricz Zsigmond Színház stúdiójának színész hallgatója lett, Gados Béla osztályában. 1993-tól a színház társulatának tagja. Színészi munkája mellett írással, forgatókönyvírással, rendezéssel is foglalkozik.

## Művei
- Gyuris Tibor: Árnyéklovag (Bűnügyi filmsorozat – forgatókönyvíró, rendező)
- Gyuris Tibor: Nélküle (Könyvműhely, 2016) ISBN 0899000155885

## Fontosabb színházi szerepei
- Gaál Erzsi – Zsótér Sándor: Danton... Mesterlegény
- William Shakespeare: Macbeth... Angus
- William Shakespeare: Romeo és Júlia... Montague
- William Shakespeare: Vízkereszt, vagy amit akartok... Antonio, tengerészkapitány
- William Shakespeare: Szentivánéji álom... Dudás (fúvó-foldozó)
- William Shakespeare: Ahogy nektek tetszik... Olivér
- Fjodor Mihajlovics Dosztojevszkij: Ördögök... Fegyenc Fegyka
- Anton Pavlovics Csehov: Platonov... Scserbuk, földbirtokos
- Friedrich Dürrenmatt: Az öreg hölgy látogatása... Polgármester
- Bertolt Brecht: A szecsuáni jólélek... Mi Csü, háztulajdonos
- Bertolt Brecht: Kurázsi Mama és gyermekei... A szakács
- Bohumil Hrabal: Harlekin milliói... Václav Korínek, régi idők örzője
- Jaroslav Hašek: Svejk... Főkalauz
- Reginald Rose: Tizenkét dühös ember... 6. esküdt
- Ray Cooney: A miniszter félrelép... Szállodaigazgató
- Neil Simon: Furcsa pár... Vinnie
- Frederick Knott: Várj, míg sötét lesz!... Sam (Susie férje)
- Joseph Kesselring: Arzén és levendula... Rooney hadnagy
- Urs Widmer: Top Dogs... Theo
- Paul Portner: Hajmeresztő... Mike Thomas
- Colin Higgins: Maude és Harold... Doppel őrmester
- Thomas Middleton: Asszony asszonynak farkasa... Fabrizio
- Lars von Trier: A főfőnök... Spencer
- Ivan Kušan: Galócza... Miroszlav Frankics (Ardonjak titkára)
- Alan Jay Lerner – Frederick Loewe: My Fair Lady... Jammie
- Danny Rubin – Tim Minchin: Idétlen időkig... Jenson, Tanácstag
- Frederick Knott: Várj, míg sötét lesz... Sam, Susie férje
- Jonathan Sayer, Henry Shields: Ma este megbukunk... Henry Lewis
- Jókai Mór: Itt a vége, pedig milyen szép napnak indult... Első tiszt
- Móricz Zsigmond: Úri muri... Kudora
- Móricz Zsigmond – Kocsák Tibor – Miklós Tibor: Légy jó mindhalálig... Valkay tanár úr
- Szép Ernő: Vőlegény... Lala
- Barta Lajos: Szerelem... Kocsárd
- László Miklós: Illatszertár... Detektív
- Török Sándor: Ez az enyém... Dönci (Drakula, Nedeczky, Kugyeray)
- Weöres Sándor: Csalóka Péter... Csalóka Péter
- Szabó Magda – Egressy Zoltán: Tündér Lala... Omikron
- Sütő András: A szuzai menyegző... Őrségparancsnok
- Tamási Áron: Búbos vitéz... Egetverő; öreg Búbos
- Dragomán György: Kalucsni... Költöztető, szekus
- Zalán Tibor: Rettentő görög vitéz... Periphétész, Prokrusztész
- Lénárd Róbert: Tetkó... Öcsibácsi
- Kárpáti Péter: Pájinkás János... Apja
- Szákás Tóth Péter: Mihasznák... Ács I., Vén ördög I.
- Onder Csaba – Antal Balázs: Tirpákia Tündérkert... Berger Lipót, bankár
- Tomku Kinga – Kazár Pál: Jonatán és a többiek... Őkukacossága (a kukackirály)
- Divinyi Réka: Árgyélus királyfi és Tündérszép Ilona... Kamarás; Kutya; Szélkakas; Jegyző
- Csukás István: Ágacska... Dani kacsa
- Lázár Ervin: Szegény Dzsoni és Árnika... Mesélő; Östör király
- Nógrádi Gábor: Az anyu én vagyok... Apa
- Grimm fivérek: Farkas vs Piroska... Farkas
- Grimm fivérek: Csizmás kandúr... Középső fiú (udvarmester, juhász)
- E. T. A. Hoffmann – Gothár Péter – Selmeczi György – Kapecz Zsuzsa: Diótörő herceg... Apa, János Vitéz
- Szergej Szergejevics Prokofjev: Péter és a farkas... Nagypapó (Állatgondozó, Vadász)
- Dés László – Geszti Péter – Békés Pál: A dzsungel könyve... Csil
- Dés László – Nemes István – Böhm György – Korcsmáros György: Valahol Európában... Egyenruhás
- Ábrahám Pál: Bál a Savoyban... Mr. Albert
- Szálinger Balázs: A csillagszemű juhász... király; sün
- Karinthy Frigyes fordítása alapján Micimackó a Pagony utca 100-ban... Tigris

## Filmek, tv
- Kisváros (sorozat)

- Gyilkos hírek 1-2. című rész (2001)
- Veszélyes napraforgók 2. című rész (2001)
- Miazma: avagy az ördög köve (2015)... Dr. Braun Ernő
- William Shakespeare: Macbeth (színházi előadás tv-felvétele, 2019)
- Lélekpark (2021)... Kutyás Bácsi

## Díjai, elismerései
- Szabolcs-Szatmár-Bereg Megyei Közgyűlés Kulturális Bizottságának ÉVAD Díja (2004)
- XIX. Megyei Film- és Videószemle – Szitha Miklós díja (2011)
- Nyíregyháza nívódíja (2014)